# Hôpital de Bavière
 (août 2024).
Si vous disposez d'ouvrages ou d'articles de référence ou si vous connaissez des sites web de qualité traitant du thème abordé ici, merci de compléter l'article en donnant les références utiles à sa vérifiabilité et en les liant à la section « Notes et références ».
L'hôpital de Bavière est un ancien grand hôpital de Liège, situé dans le quartier d'Outremeuse et datant du début du XVIIe siècle. Dans les années 1980, son administration se scinde pour donner le jour à deux autres grands centres hospitaliers : le Centre hospitalier régional de la Citadelle et le centre hospitalier universitaire de Liège au Sart-Tilman. Les bâtiments de l'ancien « Bavière », en partie démolis, sont depuis laissés à l'abandon.
Il est ravagé par un incendie le 30 novembre 2017, puis à nouveau le 13 novembre 2022.

## La naissance

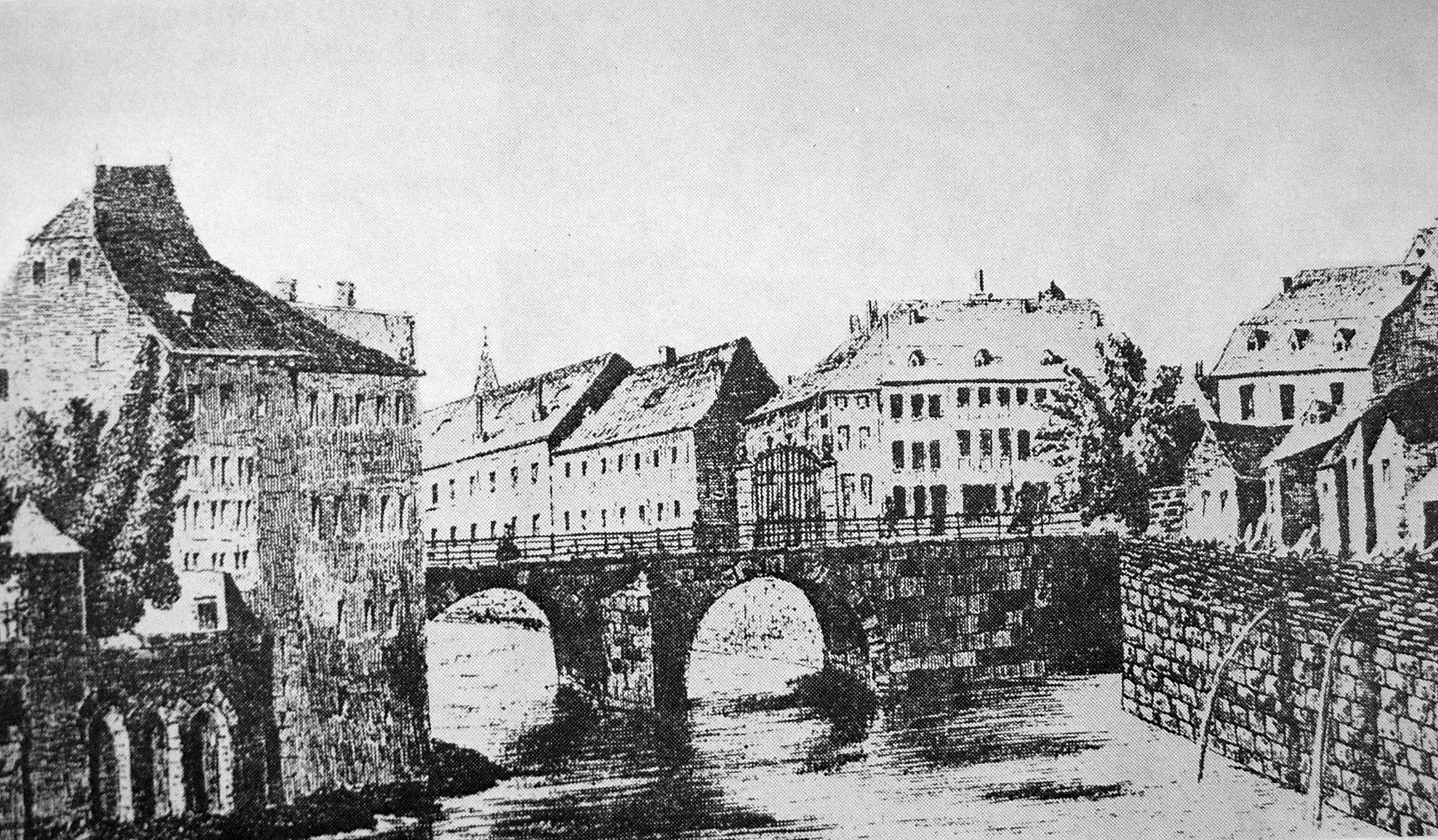
Le Pont Saint Nicolas et le « Vieux Bavière » en 1865.

En 1602, le prince-évêque Ernest de Bavière, à l'initiative du chanoine Martin Didden, reconnaît officiellement la Constitution de la Compagnie ou Confrérie de la Miséricorde chrétienne, en lui assignant des charges charitables et sanitaires. Il lui fait don le 16 septembre 1603 d'une propriété qu'il possède en Outremeuse, construite au bord de la rivière par Bernardin Porcini, un banquier lombard anobli par Charles Quint. Cet immeuble était connu sous le nom de « Maison Porquin ».
L'hôpital fut ouvert en 1606. Le nom de Bavière fut retenu par les Liégeois et aller à Bavîre devint synonyme d'aller à l'hôpital.
En 1608, après l'acquisition de terrains et de maisons voisines, la construction d'une chapelle, la « Maison Porquin » se trouva au centre d'un vaste domaine baigné par les eaux du biez de Saucy,.
Sous l'administration de la Compagnie de la Miséricorde, l'hôpital se composait de deux vastes salles des malades, très difficiles à aérer, les sœurs, elles, occupant la « Maison Porquin » et une infirmerie qui sera transformée en 1652 en salle d'hospitalisation pour femmes. L'ensemble étant desservi par un aumônier, deux puis quatre médecins, des religieuses et leurs servantes.
Extrait du règlement émanant du prince-évêque Ernest de Bavière :

« On n'admettra dans cette maison que les pauvres de l'un et de l'autre sexe, malades ou infirmes mais qui ne sont déshonorés, ni par leur vie, ni par leur famille. Nous excluons ceux qui ne sont pas de la Ville de Liège, à moins que quelqu'un ne veuille pourvoir à l'entretien... Nous excluons... ceux qui souffrent d'un mal incurable, contagieux, infâme, contracté soit par leur propre faute, soit par leur lasciveté et ceux dont la vieillesse fait désespérer de... leur rétablissement, les enfants et les mendiants publics, les insensés...; enfin les femmes enceintes. Nous ordonnons que celles-ci soient reçues dans d'autres hospices. »

## La solidarité succède à la charité

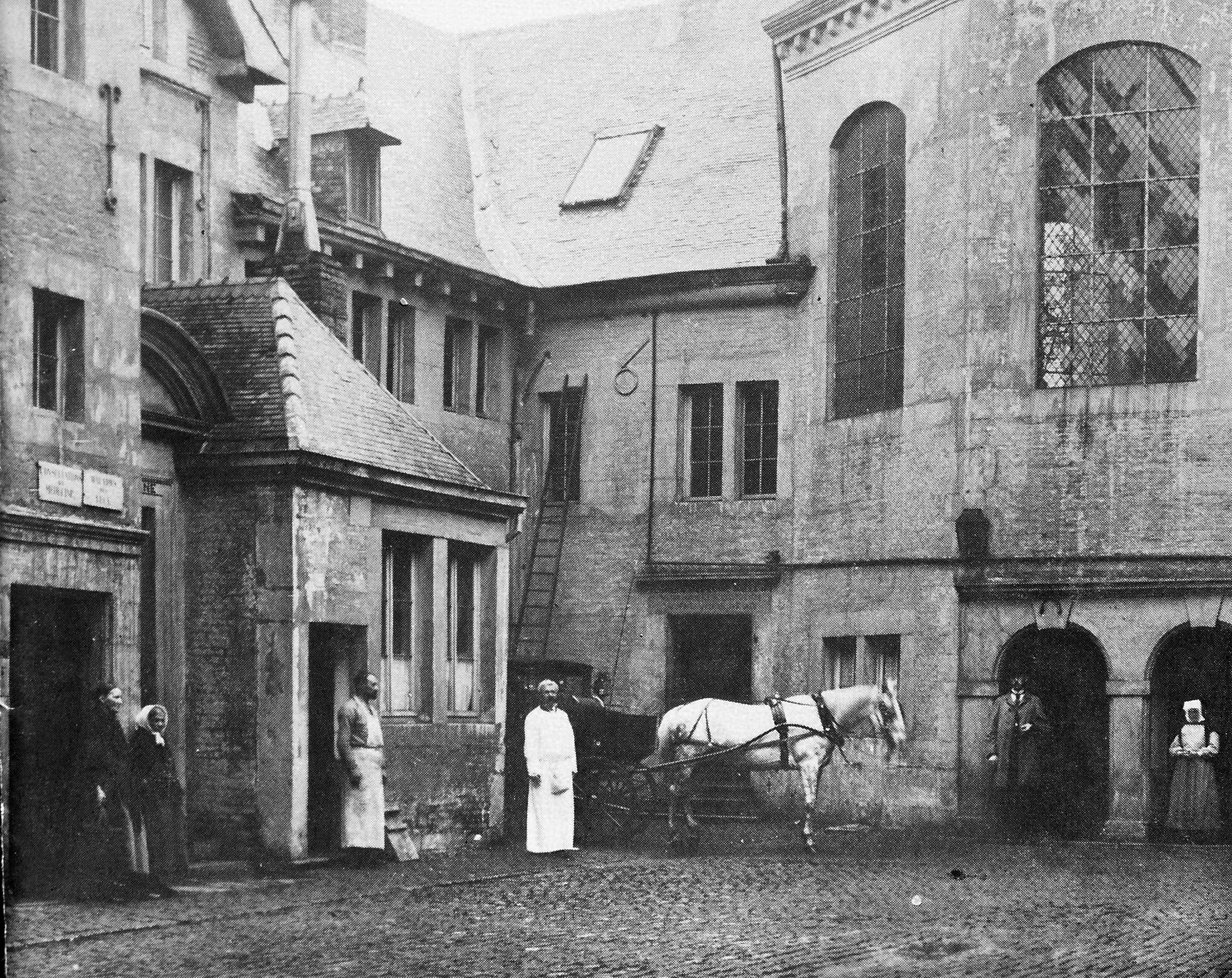
Entrée et chapelle de Hôpital de Bavière avant 1890.

Après la révolution, en l'an V, la gestion fut confiée à la Commission des Hospices Civils.
En 1799, la pharmacie de Bavière devient la pharmacie générale des Hospices civils de Liège.
Dès 1802, on nomme le premier pharmacien de Bavière. Il assiste chaque jour aux visites des médecins, écrit les ordonnances, exécute le jour même les préparations pharmaceutiques, tient la comptabilité et administre les clystères aux malades de son sexe. Attaché à l'hôpital il ne peut s'en absenter sans consentement de la direction.
Les prescriptions de vins sont courantes: le premier trimestre 1809, le seul docteur Dupont prescrit pas moins de 271 bouteilles de Bourgogne, 92 de Muscat, 9 de Moselle et 11 de vin du pays.
Le règlement des admissions a lui aussi été modifié: dorénavant ne sont pas admis les vénériens, les galeux, les malades chroniques ou incurables, les filles ou femmes enceintes, les épileptiques ou les déments.

## La faculté de médecine

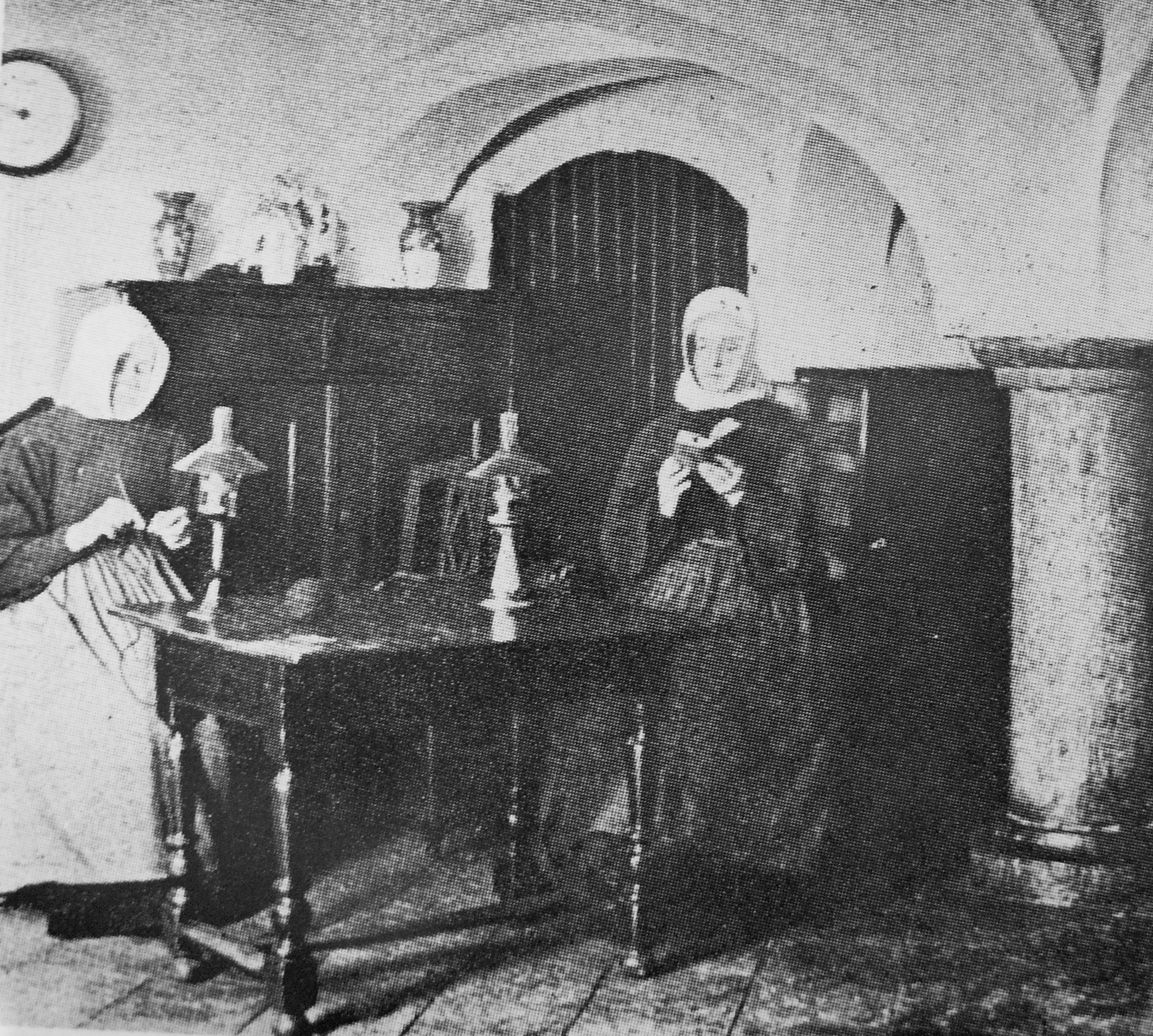
Ancienne salle de garde de l'hôpital des sœurs de l'ordre de Saint-Augustin.

Le gouvernement hollandais y installe en 1817 la faculté de médecine de l'université de Liège et dès 1849, l'hôpital civil de Bavière ainsi que celui de Gand serviront à l'enseignement clinique médical et chirurgical ainsi qu'à la pratique de l'accouchement. En 1853, on commence à y accueillir des enfants.
Le règlement d'ordre intérieur édicté par la Commission administrative des Hospices civils de Liège en 1869 comporte pas moins de 254 articles dont:

« Art. 197 : En aucun cas, l'eau d'un bain ou d'une douche qui a déjà servi, ne peut être employée pour d'autres malades... »

« Art. 221 : Chaque malade couche seul. »

« Art. 243 : Après la mort d'un malade dûment constatée...un cordon sera attaché à l'un de ses bras (et relié à une sonnette) pour donner l'éveil dans le cas où la mort n'aurait été qu'apparente. »

La « Maison Porquin » devenue trop exigüe pour l'enseignement universitaire et les nouveaux besoins hospitaliers, l'administration des Hospices Civils décide en 1890 de la construction d'un nouvel hôpital sur le site des Prés Saint-Denis, entre le boulevard de la Constitution et la rue des Bonnes-Villes : il fut inauguré par Léopold II en 1895. 
La maison Porquin est démolie en 1904 et la rue Ernest de Bavière est créée en 1907 à l'emplacement de cet ancien hôpital.

## Déménagements, démolitions et réhabilitation

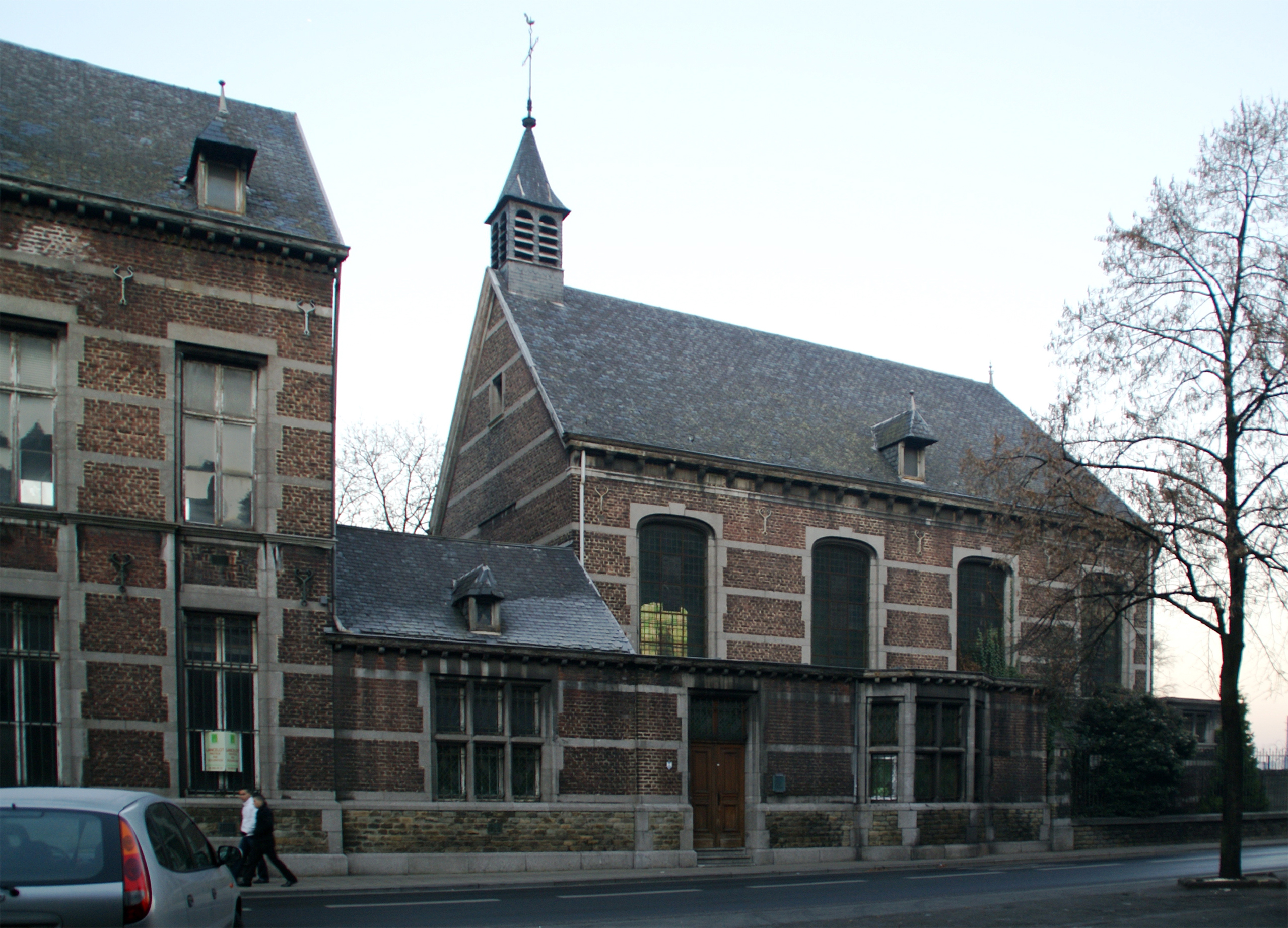
La chapelle Saint-Augustin en 2007

Après des décennies de coexistence, l'Université de Liège et le Centre Public d'Aide Sociales (CPAS) de Liège, malgré de nouveaux aménagements, décident, devant l'impossibilité d'adapter l'hôpital aux nouvelles techniques, de construire chacun leur propre centre hospitalier.
L'université opte pour le site du Sart Tilman pour y installer le CHU et le CPAS établira le CHR sur le site de la Citadelle. 
Durant deux ans, de 1985 à 1987, on déménagera tous les services et le site de Bavière sera démoli. Il ne subsiste aujourd'hui que la chapelle Saint-Augustin, classée au Patrimoine immobilier de la Région wallonne, et l'entrée de 1895.
Après avoir été laissé à l'abandon durant plus de quinze ans, et après divers projets n'ayant jamais vu le jour, ce chancre urbain est sur le point de renaître sous la forme d'un vaste projet immobilier de 100 millions d’euros mené par la société anversoise Himmos. Les premiers travaux, débutés fin 2007, ont consisté dans le nettoyage du site, la plantation d'arbres et la démolition de quelques maisons et du bâtiment de stomatologie.
De 2010 à 2012, une tente monumentale est dressée afin d'accueillir l'Opéra royal de Wallonie, dont le bâtiment était en rénovation.
Entre 2019 et 2023, un nouveau pôle des Savoirs est construit face à l'académie Grétry, par la Province de Liège. Ce bâtiment abritera dès juillet 2023 la bibliothèque Chiroux, ainsi qu'une pépinière d'entreprises autour des écrits et du numérique.
Autour de ce nouveau bâtiment, le site abritera principalement des immeubles d'habitation. 
L'ancienne entrée et la chapelle, classées, seront restaurées et réhabilitées. Le projet aurait dû arriver à terme vers 2015.
Le 30 novembre 2017, un incendie ravage l'ancienne entrée causant des dommages importants à l'édifice, sur l'aile droite du bâtiment historique. 

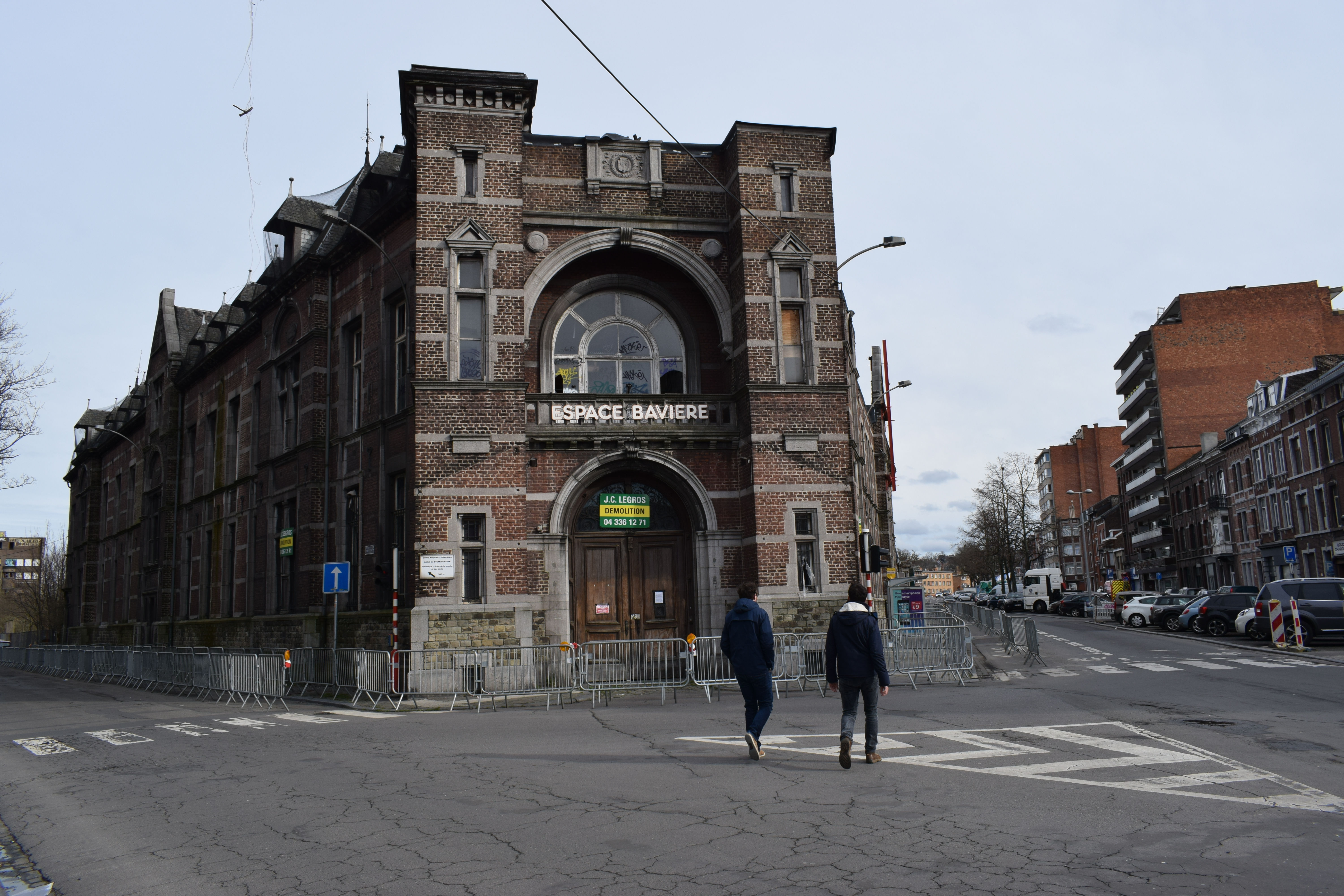
L'entrée de l'hôpital après l'incendie de 2017

Le 13 novembre 2022, le bâtiment est à nouveau ravagé par un incendie, qui emporte ce qu'il restait de charpente, sur l'aile gauche du bâtiment classé.